# Blaze Bayley
Blaze Bayley, ursprungligen Bayley Alexander Cooke, född 29 maj 1963 i Birmingham, England, är en brittisk sångare, sångtextförfattare och låtskrivare inom hårdrocksgenren. Han är mest känd for sin solokarriär och som sångare i brittiska heavy metal-bandet Iron Maiden mellan 1993 och 1999.
Blaze Bayley började sin karriär som frontman i det engelska rockbandet Wolfsbane. De släppte tre EP-skivor innan deras första album, Live Fast, Die Fast, släpptes. Albumet producerades av Rick Rubin. År 1990 var bandet öppningsakt åt Iron Maiden under deras turné i Storbritannien. När den dåvarande Iron Maiden-sångaren Bruce Dickinson lämnade bandet provsjöng Bayley och i december 1993 erbjöds han att bli medlem . Tillsammans spelade de in två album, The X Factor från 1995 och Virtual XI från 1998. Som soloartist har Blaze Bayley med varierande banduppsättningar släppt nio soloalbum, två livealbum, två DVD-filmer och två samlingsalbum. Han har genomfört omfattande turnéer i Europa, Nord- och Sydamerika, Nya Zeeland, Australien samt Storbritannien. Han har bland annat uppträtt på Sweden Rock Festival, Wacken Open Air  och Gods of Metal samt turnerat med Overkill, Savatage, Whitesnake och Helloween. År 2017 nådde han plats 67 när Sweden Rock Magazines läsare röstade fram hårdrockens 100 bästa sångare.

## Biografi

### Uppväxt (1963–1984)
Blaze Bayley föddes i Birmingham i England. Hans föräldrar skildes strax efter att han föddes. Hans första jobb var som nattportier på hotellet Sutton Coldfield Hotel. Den 30 mars 1984 fanns Jeff Hatleys annons i tidningen Tamsworth Herald, den lästes av Blaze. Annonsen löd: "Ännu ett ungt, ambitiöst hårdrocksband är redo att ge sig ut bland den oförberedda allmänheten i Tamsworth. "Wolfsbane", som har en unik säregenskap i sin kvinnliga trummis, har repeterat ett tag, men innan de går längre har de bestämt sig för att söka efter en sångare för att komplettera uppsättningen. Den ansökande bör gilla hårdrock och vara redo att arbeta hårt med de andra tre medlemmarna, som är intresserade av att börja spela live snart. I fall detta låter intressant, är personen du ska kontakta Jeff".

### Wolfsbane (1984–1993)
Tillsammans med Jeff, gitarristen Jase Edwards och trumslagaren Amanda Hemmings bildade Blaze bandet Wolfsbane. De turnerade runt i England och gav ut tre EP-skivor. Efter ett par år började bandet väcka uppmärksamhet i USA. I slutet av 1989 fick bandet skivkontrakt hos Def American. De spelade in Live Fast, Die Fast i Los Angeles med hjälp av producenten Rick Rubin. I september 1990 återvände bandet till Storbritannien och genomförde en turné med Iron Maiden. Samma år släpptes det nya albumet Down Fall the Good Guys med låtar som Ezy, Temple of Rock  och Black Lagoon. 1993 förlorade bandet sitt skivkontrakt men blev utnämnt till Englands bästa kontraktslösa band. 1993 återvände Wolfsbane till den brittiska klubbscenen och gav en spelning pa The Marquee i London. Detta resulterade i ett liveabum, Massive Noise Injection som släpptes senare samma år. I oktober 1993 började Bayley repa med brittiska hårdrocksbandet Iron Maiden och när sångaren den 30 december 1993 utannonserades som ny medlem i bandet splittrades Wolfsbane.

### Iron Maiden (1993–1999)

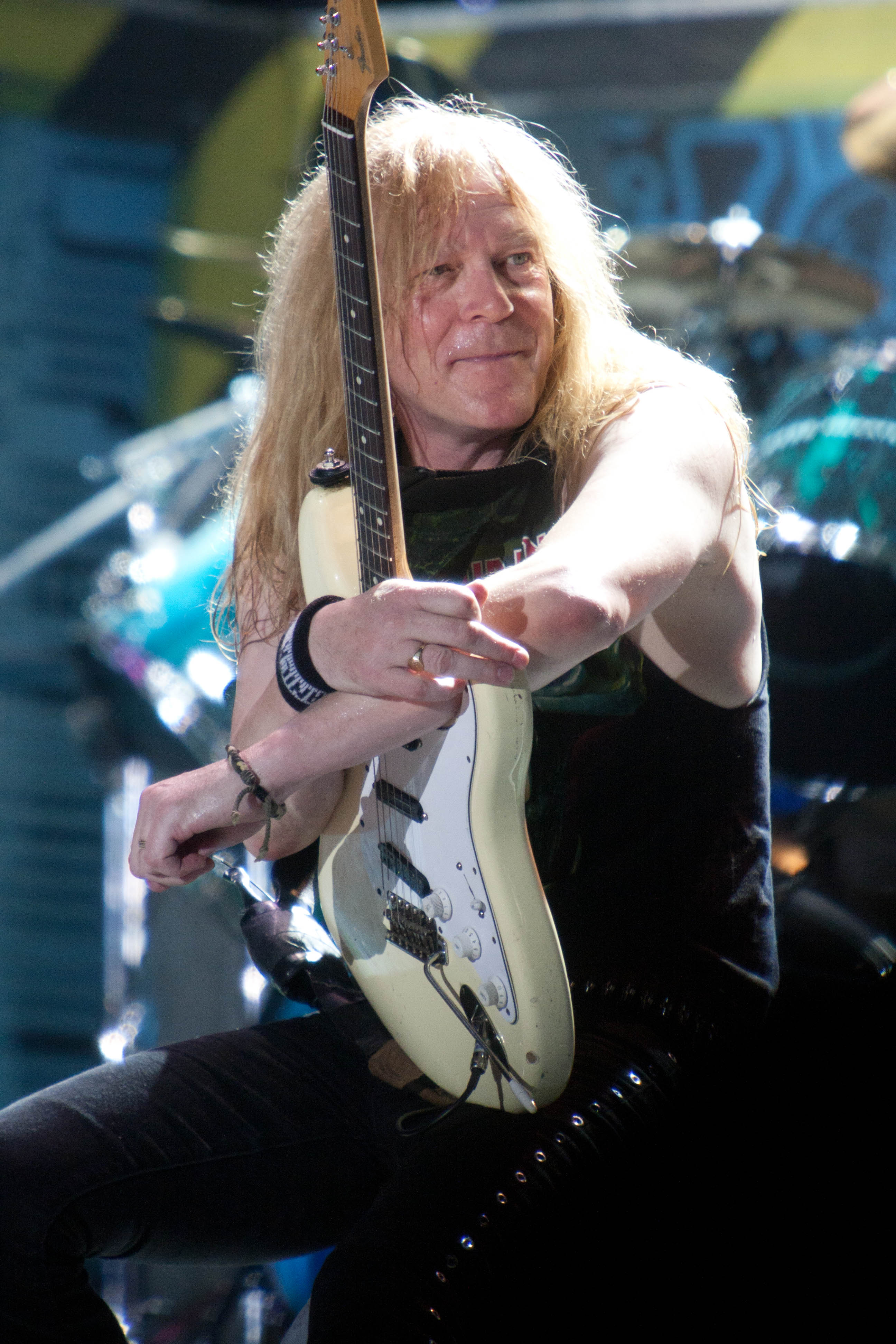
Bayley och Janick Gers skrev tillsammans många låtar till 1995 års The X Factor.

Iron Maidens första album med Blaze var The X Factor som släpptes den 2 oktober 1995. Man on the Edge, skriven av Janick Gers och Blaze, släpptes som singel och landade på plats 10 på Englands singellista. Bayleys livedebut gjordes under The X Factour som drog igång den 28 september 1995 i Jerusalem, nästan två år efter att han blivit medlem.  Detta var första gången som Iron Maiden spelade i Mellanöstern. Efter de inledande spelningarna i Mellanöstern åkte bandet till Sydafrika och sedan till Skandinavien. Den 30 oktober spelade bandet på Circus i Stockholm och genomförde också en klubbspelning den 1 november på Kåren i Göteborg. Konserten i Göteborg spelades in av svensk radio och sändes senare under hösten. Inspelningen skickades till bandet. Låtarna Man on The Edge, Blood on the World's Hands, The Aftermath, The Evil That Men Do och Afraid to Shoot Strangers användes på olika samlingsalbum och som b-sidor. I november 1995 genomfördes de första spelningarna med Blaze i hemmalandet England. Låtlistan dominerades av musik från det nya albumet och var annars varierad. Låtar från alla skivor utom No Prayer For The Dying framfördes.  7 Turnéns sista spelning ägde rum den 7 september 1996 i Mexiko. Under The X Factour fortsatte bandet skriva ny musik. I slutet av turnén började bandet sätta ihop ett samlingsalbum, Best of the Beast, där den nya låten Virus fanns med.  Även tidigare outgivet material var med, bland annat en version av Sanctuary som var ämnad för The Soundhouse Tapes-skivan., men som aldrig släpptes. Det fanns också en liveversion av Afraid to Shoot Strangers med Bayley som sångare.
Under senare delen av 1997 började bandet arbeta på ett nytt album. Den första singeln var The Angel and the Gambler och var skriven av Steve. Han fick idén till den nya låten under en motorcykeltur i England. Bayley hade skrivit texter till det nya albumet sedan hösten 1996 och arbetade på ny musik tillsammans med Gers. Bayleys första klara text, Como Estais Amigos, skrevs under bandets turné i Sydamerika 1996 och handlade om Falklandskriget mellan Argentina och England. Harris arbetade på en kort låt, Futureal, men fick problem med lyriken och bad Bayley om hjälp som skrev en text och en sångmelodi. The Clansman skrevs av Harris och var inspirerad av Mel Gibsons film Braveheart. Det nya albumet hade arbetsnamnet Virtual Reality men fick i slutändan namnet Virtual XI och släpptes den 23 mars 1998. Samtidigt åkte bandet på en pr-turné där de spelade fotboll mot olika lag i Europa och gjorde intervjuer. I Sverige gästades Söndagsöppet, utan Janick Gers som stannade i hemma England på grund av hans mamma låg på sjukhus. I april började Virtual XI World Tour med en hemlig spelning i Norwich, England. Under denna spelning framförde bandet 26 låtar och stod på scen strax under 3 timmar, Iron Maidens längsta konsert någonsin. Under turnén dominerades låtlistan av låtar från de två senaste albumen. Bandet spelade ibland låtar som inte framförts på länge, bland annat Murders in the Rue Morgue från skivan Killers som spelades live för första gången på 15 år. I september spelade Maiden på Hovet i Stockholm. I december åkte bandet till Sydamerika och gjorde ett antal spelningar som kom att bli det sista med de dåvarande medlemmarna. I januari 1999, två veckor efter Virtual XI World Tour avslutats, började Rod Smallwood och Steve Harris diskutera bandets framtid. Efter press från skivbolaget tog bandet kontakt med Bruce Dickinson och Adrian Smith, som varit gitarrist på Dickinsons två senaste solosläpp och en diskussion om en återförening påbörjades. I februari fick Blaze Bayley och Janick Gers besked om återföreningen och båda erbjöd sig att lämna bandet. Men Harris ville ha tre gitarrister i bandet och han bad Gers stanna.

### Första soloprojektet (1999–2007)

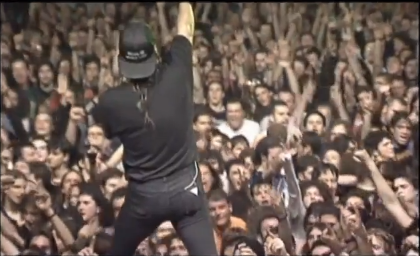
Blaze Bayley med publik 1998.

Efter avhoppet fick Blaze erbjudanden från olika band, bland andra Oliver/Dawson Saxon, men valde att satsa på ett soloprojekt. Blaze började spela in nya låtar i april 1999 och de första demospåren var klara i juni två månader senare. Gitarristerna John Slater och Steve Wray var de första som rekryterades till det nya bandet. Strax innan inspelningarna påbörjades anlitades basisten Rob Naylor och trummisen Jeff Singer. Albumet spelades in under sensommaren och hösten 1999 och producerades av Andy Sneap. Det nya bandprojektet fick namnet BLAZE, dels för att dra nytta av sångarens större profil inom hårdrocksscenen, dels för att tydliggöra att detta var ett band, inte ett renodlat soloprojekt. Albumet släpptes den 5 maj 2000 och togs emot väl av kritiker och fans.  Under den efterföljande turnén gjorde bandet spelningar med Halloween och Doro. Iron Maidens basist gjorde också ett framträdande med bandet i London den 12 december 2000. Han medverkade på låten Man on the Edge. Efter att ha turnerat oavbrutet i två år gick bandet in i studion för att spela in sitt andra album, Tenth Dimension. Två framträdanden, i Schweiz och Storbritannien spelades in och släpptes som ett livealbum, As Live As It Gets.Framträdandena i Schweiz och Storbritannien var de sista som originaluppställningen gjorde, två veckor efter detta hoppade trummisen Jeff Singer av bandet. Han ersattes av Phil Greenhouse. Två månader efter Jeffs avhopp slutade också basisten Rob Naylor i bandet, hans ersättare blev Wayne Banks. De två ersättarna följde med bandet på turné men Phil Greenhouse ansågs inte ha samma ambitioner som de andra bandmedlemmarna och han fick lämna bandet efter elva månader. Jason Bowld tog över strax innan Blaze skulle spela in sitt tredje studioalbum. Med en helt ny trummis påbörjas inspelningarna av Blazes tredje album i januari 2004. Resultatet blev Blood and Belief, och skivan släpptes den 26 april 2004. Albumturnén genomfördes med ett i huvudsak italienskt band bestående av Oliver Palota, Luca Princiotta, Nick Douglas och Daniel Löble. Under 2005 och 2006 minskades bandets aktivitet innan det i oktober 2006 upplöstes helt. Blaze Bayley stod kvar som ensam bandmedlem.

### Ny musikalisk riktning (2007–2011)

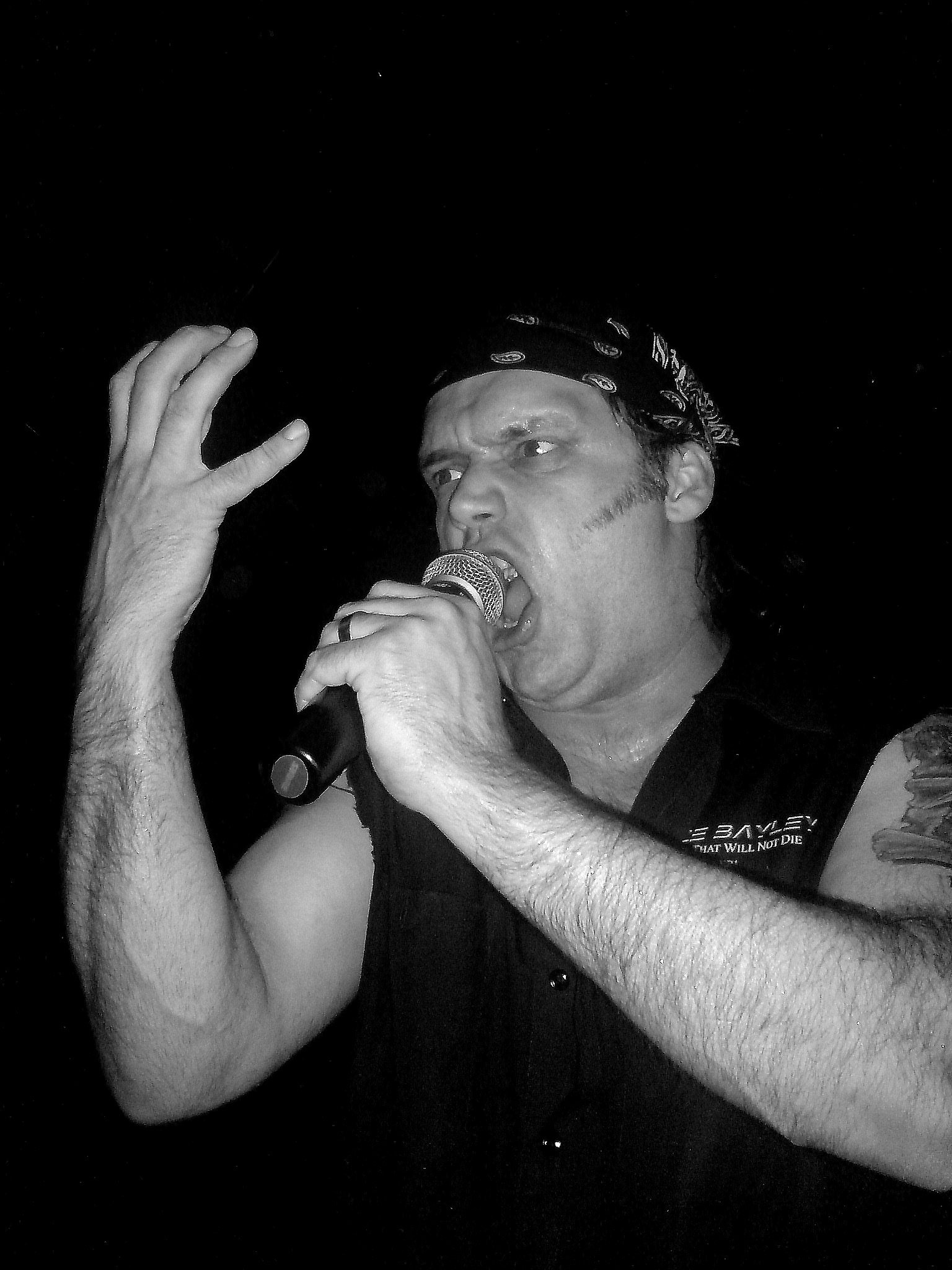
Bayley på Hornstull Strand i Stockholm den 23 april 2009.

I mars 2007 offentliggjordes det att Blaze skulle göra comeback med en ny turné och ett nytt album året därpå. Den 24 mars 2007 gjorde bandet en spelning på Metalmania och de spelade in en DVD med titeln Alive In Poland som släpptes sommaren 2007. Blaze Bayley och hans gitarrist Rich Newport gjorde en mindre turné kallad "My Life in Acoustic". Efter turnén tillsammans med de nya medlemmarna David och Nick Bermundez började Blaze skriva ny musik till det kommande albumet.
Blaze Bayley har sedan 2005 talat om att ett nytt album ska släppas, men problem med bandmedlemmar har skjutit upp skivsläppet. I mars 2007, när nya medlemmar hade rekryterats, bekräftades det att ett studioalbum skulle släppas i oktober 2007, men livealbumet Alive In Poland som släpptes i juni samma år sköt upp den utgivningen. Rico Banderras tid i bandet blev kortvarig och han hoppade av två månader senare efter ett bråk med Blaze Bayleys skivbolag. Varken detta eller Rich Newports avhopp från bandet påverkade albumsläppet då Blaze Bayley, Nick Bermundez och David Bermundez redan hade skrivit klart de flesta låtarna. Efter en kort turné med diverse inhoppande musiker på trummor och gitarr hölls det auditions för att hitta två nya bandmedlemmar, en trummis och en gitarrist. Jay Walsh, som kände till bandet och dess musikaliska mål, fick bli den nya gitarristen. Den 7 november blev också Lawrence Paterson fullvärdig medlem i bandet.. Det var tydligt att bandet ville satsa på erfarenhet nu när de plockade in äldre musiker med lång karriär bakom sig. Lawrence hade tidigare arbetat tillsammans med Cozy Powell. 
Den 6 juli, dagen innan albumet skulle släppas, drabbades bandets manager och tillika Blazes fru, Debbie, av en hjärnblödning och alla bandaktiviteter ställdes in på obestämd tid. Hon avled den 27 september 2008 efter att ha drabbats av en stroke. Bandet fortsatte att turnera och skriva material. 2009 släpptes ett livealbum och en DVD, The Night That Will Not Die och under 2010 släpptes uppsättningens andra studioalbum, Promise and Terror.
I maj 2010 lämnade både trummisen och managern bandet. De andra medlemmarna stannade till mars 2011, då bandet upplöstes helt. Blaze fortsatte dock att turnera under resten av året med olika inhyrda musiker. Han turnerade bland annat i USA under hösten 2011 för första gången sedan sin tid i Iron Maiden, turnén avslutades hemma i England i december.

### Wolfsbane återförenas och samarbete med Thomas Zwijsen (2011–2013)

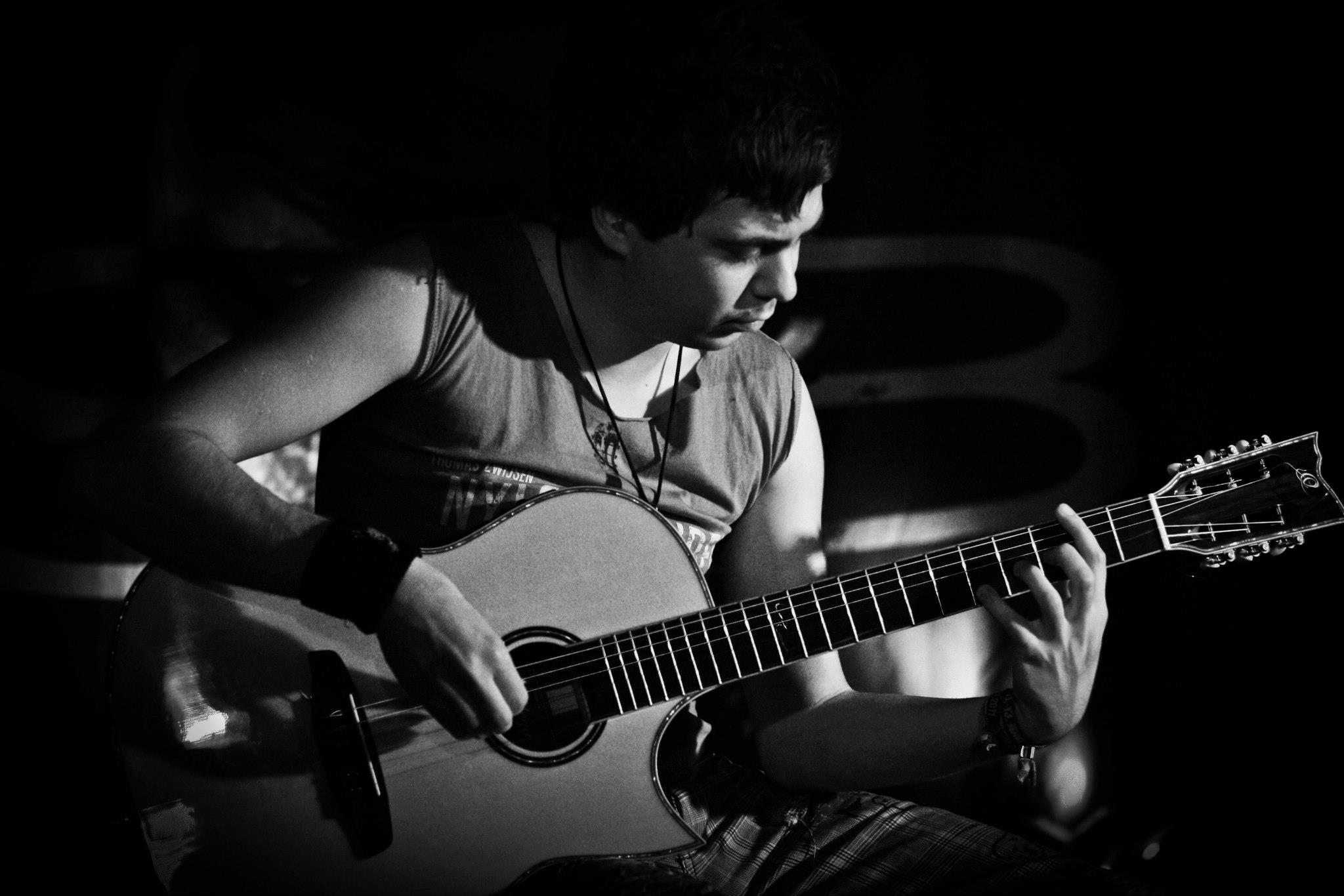
Bayley och Zwijsen skrev och spelade tillsammans in The King of Metal samt Russian Holiday som släpptes 2012 respektive 2013

Under 2010 återförenades originaluppsättningen av Wolfsbane. Den 9 april 2011 gjorde bandet sin första spelning sen återföreningen på The Borderline i London. Bandet genomförde en turné med Saxon i Storbritannien innan bandet började arbeta på sitt nya album. Den 9 januari 2012 släpptes nya albumet Wolfsbane Saves The World. Dagen efter det nya albumet släpptes började Blaze arbeta på ett nytt soloalbum tillsammans med gitarristen Thomas Zwijsen. I februari åkte Blaze till Italien för att spela in det nya albumet The King of Metal i en studio. I mars släpptes det nya albumet, Blaze och studiobandet gav sig ut på en tremånadersturné, "The King of Metal World"-turnén. Under 2012 och 2013 spelade Bayley och Thomas Zwijsen in en akustisk EP, Russian Holiday. Under 2013 genomfördes en världsturné där Bayley och Zwijsen bland annat framförde Hallowed by thy Name och Fear of the Dark.

### Samarbete med Absolva och trilogiprojektet Infinite Entanglement (2013–2018)
Från och med 2014 har Bayley turnerat tillsammans med det brittiska bandet Absolva som band. Under våren 2014 meddelades det att Bayley skulle släppa en samlingsskiva vid namn "The Soundtracks of My Life". Tillsammans med Absolva som sitt soloband genomförde Bayley en Europaturné under 2014. Den 9 april spelade bandet in en DVD vid namn "Live in Prague 2014", vilken senare släpptes samma år. Under våren 2015 firade Bayley 15-årsjubileet av sitt debutalbum "Silicon Messiah" genom att släppa en specialutgåva på vinylformat. En turné följde där låtlistan i huvudsak bestod av låtar från detta album. Den 18 juli framfördes hela albumet för första gången på S.O.S Festival i England.
Under hösten och vintern 2015 påbörjade Bayley tillsammans med Absolva arbetet på ett nytt album. I december bekräftades det att det nya albumet skulle heta "Infinite Entanglement". Detta album blev det första där Bayley, utanför Wolfsbane, spelade in med en gitarrist istället för två. Det avslöjades också att "Infinite Entanglement" var det första albumet i en trilogi. Under våren 2016 genomförde Bayley och Absolva en albumturné i Europa. Den 1 oktober 2016 framfördes hela det nya albumet för första gången i Jönköping. Den andra delen av trilogin, "Endure and Survive - Infinite Entanglement Part II", släpptes den 1 mars 2017 och albumturnén nådde både Europa och Nordamerika. Den tredje och avslutande delen av trilogin, "The Redemption of William Black - Infinite Entanglement Part III", släpptes den 1 mars 2018.

### War Within Me, jubileumsturné och coronapandemin (2019–2023)
Under 2021 släppte Blaze Bayley sitt album "War Within Me". Året innan, 2020, inledde han en jubileumsturné för att fira sitt material med Iron Maiden. År 2021 kunde Blaze inte genomföra några turnéer på grund av pandemin. Under 2022 och 2023 har Blaze fortsatt att turnera med albumet "War Within Me".

## Privatliv
Blaze Bayley har varit gift två gånger och har ett barn, Alice. Bayleys förra hustru Deborah Bayley dog 2008. Blaze Bayley har länge varit öppen om sin depression, sina självmordstankar och sin mentala ohälsa, både i media och i sina låttexter. Han har behandlats med hjälp av kognitiv beteendeterapi. Bayley äger ett eget skivbolag, Blaze Bayley Records. Blaze har två tatueringar, en dedicerad till sin bortgångna hustru Deborah som föreställer en mikrofon och en sax, en referens till Deborahs yrke som frisör. Den andra föreställer ett kors med namnen "Alice" och "Eline", dedicerad till sin dotter och nuvarande fru. Han är fortfarande god vän med Iron Maidens basist Steve Harris och använde sig av Harris studio i England för att mixa studioalbumet The King of Metal.

## Musikstil

### Genre
Bayley har varit involverad i en rad olika genrer, bland annat inom rock, hårdrock, metal och death metal. Enligt sig själv är han en metalsångare. 

### Röst
Blaze innehar en tenorröst och sjunger ofta i ett mörkt röstläge, som exempelvis under introt till The Sign of The Cross eller under sololåten Stare at the Sun. Med Wolfsbane använde sig Bayley av ett högt röstläge. När Iron Maiden släppte The X Factor var detta det mörkaste albumet bandet någonsin släppt och Bayleys röst hade stor del i den nya riktningen. När Bayley släppte soloalbumen The Man Who Would Not Die och Promise and Terror använde han sig av sitt djupaste röstläge. På sitt senaste album The King of Metal och på Wolfsbane senaste album Saves the World har Bayley återgått till sitt ljusa röstläge. 

### Som scenartist
Som medlem i Wolfsbane tillbringade Blaze åtta år av sin karriär att turnera runt på Storbritanniens klubbscener. Bandet uppträdde bland annat på legendariska Marquee Club i London. Wolfsbane genomförde en turné som förband inför Iron Maiden under deras No Prayer on the Road-turné mellan den 19 september - 18 oktober 1991.
1. Futureal
2. The Angel and the Gambler
3. Wrathchild
4. Lightning Strikes Twice
5. Man on the Edge
6. Heaven Can Wait
7. Fortunes of War
8. The Clansman
9. When Two Worlds Collide
10. Murders in the Rue Morgue
11. Lord of the Flies
12. 2 Minutes to Midnight
13. The Educated Fool
14. Blood on the World's Hands
15. The Aftermath
16. Don't Look to the Eyes of a Stranger
17. Hallowed Be Thy Name
18. Sign of the Cross
19. Afraid to Shoot Strangers
20. The Evil That Men Do
21. The Clairvoyant
22. Fear of the Dark
23. Iron Maiden
24. The Number of the Beast
25. The Trooper
26. Sanctuary

Som medlem i Iron Maiden fick Blaze genomföra stora internationella turnéer. Tillsammans med bandet framförde Bayley musik från bandets hela dåvarande diskografi, förutom från No Prayer for the Dying. Under bandets första turné med Bayley som sångare 1995/1996 gav sig bandet ut på The X Factour, som kom att bli en av bandets längsta turnéer, efter World Slavery Tour och The Beast on the Road.  En spelning på Kåren i Göteborg den 1 november 1995 spelades in och fem av låtarna har använts på samlingsalbum och som b-sidor. Under The X Factour valde Iron Maiden att använda sig av en nedtonad, mörk scendekor som tillsammans med scendekorerna från No Prayer on the Road, Fear of the Dark Tour och A Real Live Tour stod i stark kontrast mot 80-talets påkostade scenbyggen. 1998 gav sig bandet ut på sin andra världsturné med Blaze som frontman, Virtual XI World Tour. Låtlistan bestod till hälften av låtar som bandet spelat in med Bayley som sångare. Scenbygget under turnén var den största bandet använt sig av, endast den variant bandet använt sig av under Seventh Tour of a Seventh Tour motsvarade storleken.  
Sedan år 2000 har Blaze Bayley varit aktiv som soloartist. Bayley har genomfört soloturnéer i hela världen tillsammans med en rad olika band. Han har huvudsakligen uppträtt med band bestående av en trumslagare, en basist och två gitarrspelare. Sedan 2007 har han genomfört turnéer med endast en akustisk gitarrspelare. 
Under tiden i Wolfsbane gjorde Bayley sig känd som Englands motsvarighet till David Lee Roth. De energiska liveshowerna var en stor anledning till att Wolfsbane slog igenom. Blaze Bayleys scenpersonlighet under tiden i Iron Maiden var i kontrast till både hans scenshower i Wolfsbane och mot bandets andre sångare Bruce Dickinson. Bayley tog ofta en tillbakadragen, central plats på scenen eller vid sidan av trumpodiet och fokuserade på sin sångteknik. Bayley klädde sig i svart t-shirt och svarta jeans under uppträdanden med Iron Maiden. Som soloartist har Bayley fortsatt med samma scenroll som under tiden med Iron Maiden. Under Wolfsbanes återförening 2007 återgick Bayley till sin ursprungliga scenroll.

### Som kompositör
Som kreativ musiker är Blaze Bayley är mest känd som sångtextförfattare, men har ibland också agerat musikskrivare på de albumen han framträtt på. Han var tillsammans med Steve Harris huvudsaklig låtskrivare på två av Iron Maidens studioalbum The X Factor och Virtual XI. Blaze Bayleys största framgång som låtskrivare var med sin låttext på Iron Maidens singel Man on the Edge, som nådde plats 1 på Finlands singellista och plats 10 på Storbritanniens singellista. När Iron Maiden 1999 lät sina fans rösta fram vilka av bandets låtar som skulle ta plats på bandets andra samlingsalbum Ed Hunter hamnade Blaze Bayleys låt Futureal på en fjärdeplats.[källa behövs]  Bayley är okrediterad låtskrivare av låten Blood Brothers som anses vara ett av Iron Maidens absolut största musikaliska landmärken. Bayley är huvudsaklig musikskrivare, sångtextförfattare och producent på sina sex soloalbum.

## Bandmedlemmar
Wolfbane bildades 1984 med Blaze Bayley, gitarristen Jason Edwards och basisten Jeff Hateley samt Bayleys flickvän på trummor. Efter att Steve Ellett tagit över som trummis i mitten av 1980-talet förblev uppsättningen densamma resten av Wolfsbanes karriär.
Under Bayleys tid i Iron Maiden 1993-1999 bestod bandet av samma sättning, Medlemmar då var Steve Harris, som bildade bandet 1975, Dave Murray som varit medlem i bandet sedan 1976, Nicko McBrain som spelat trummor för bandet sedan Iron Maidens studioalbum Piece of Mind släpptes 1983 och Janick Gers som blev medlem under inspelningarna av No Prayer for the Dying 1990.
Under sin karriär som soloartist har Blaze Bayley alltid skrivit och släppt album tillsammans med ett fast band. Hans första soloband B.L.A.Z.E bestod av John Slater och Steve Wray på gitarr, Rob Naylor på bas och Jeff Singer på trummor.  Efter två studioalbum och ett livealbum föll bandet samman. När Bayley släppte albumet Blood and Belief 2004 hade Singer och Naylor lämnat bandet och ersatts av Jason Bowld på trummor och Wayne Banks på bas.
Den 7 juli 2008 släppte Blaze Bayley sitt första album med hela sitt namn som artisttitel. Trots detta använde han sig av en fast uppsättning musiker, Jay Walsh och Nick Bermudez på gitarr, Lawrence Paterson på trummor och David Bermudez på bas. Denna banduppsättning splittrades i mars 2011. Sedan släppet av studioalbumet The King of Metal 2012 har Blaze Bayley främst skrivit musik och släppt album tillsammans med gitarristen Thomas Zwijsen, samtidigt som han har använt sig av varierande banduppsättningar beroendes på var i världen han uppträtt.

## Diskografi

### Wolfsbane
| År   | Titel                     | Skivbolag              |
| 1989 | Live Fast, Die Fast       | Def American           |
| 1991 | Down Fall the Good Guys   | Def American           |
| 1993 | Massive Noise Injection   | Bronze/Castle          |
| 1994 | Wolfsbane                 | Bronze/Castle          |
| 2012 | Wolfsbane Saves The World | Blaze Bayley Recording |

### Iron Maiden
| År   | Titel        | Skivbolag |
| 1995 | The X Factor | EMI       |
| 1998 | Virtual XI   | EMI       |

### Soloalbum
| År   | Titel                           | Skivbolag              |
| 2000 | Silicon Messiah                 | Steamhammer Records    |
| 2002 | Tenth Dimension                 | Steamhammer Records    |
| 2004 | Blood and Belief                | Steamhammer Records    |
| 2008 | The Man Who Would Not Die       | Blaze Bayley Recording |
| 2010 | Promise and Terror              | Blaze Bayley Recording |
| 2012 | The King of Metal               | Blaze Bayley Recording |
| 2016 | Infinite Entaglement            | Blaze Bayley Recording |
| 2017 | Endure and Survive              | Blaze Bayley Recording |
| 2018 | The Redemption of William Black | Blaze Bayley Recording |
| 2018 | December Wind                   | Blaze Bayley Recording |
| 2021 | War Within Me                   | Blaze Bayley Recording |
| 2024 | Circle of Stone                 | Blaze Bayley Recording |

## Konsertturnéer
Med Wolfsbane:
- Live Fast Die Fast Tour (1989)
- No Prayer on the Road (1990) (Wolfsbane uppträdde som förband till Iron Maiden.

Med Iron Maiden:
- The X Factour (1995-1996)
- Virtual XI World Tour (1998)

Som Blaze:
- Silicon Messiah Tour 2000/2001 (2000-2001)
- Tenth Dimension Tour (2002)
- As Live As It Gets Tour (2003)
- Blood & Belief Tour 2004/2005 (2004-2005)
- The Christmas Tour (2005)

Som Blaze Bayley:
- The Confusion Fusion Tour 2007 (2007)
- My Life in Acoustic (2007)
- Headbanging Bastards Tour (2008)
- The Tour That Will Not Die (2009)
- Promise and Terror Tour (2010-2011)
- The Incredible Acoustic Tour (2011)
- King of Metal Tour (2012)
- Soundtracks Of My Life World Tour (2014)
- Silicon Messiah 15th Anniversary Tour (2015)
- Infinite Entanglement 2016 Tour (2016)
- Endure and Survive Tour (2017)
- The Redemption Of William Black World Tour (2018)
- Tour of the Eagle Spirit (2019)
- Iron Maiden 25th Anniversary Tour (2019-2020)
- Tenth Dimension 2020 Tour (2020) (Inställd på grund av COVID-19)
- The War Within Me Tour (2021)
- The Unstoppable Tour (2022-2023)
- Iron Maiden 30th Anniversary Tour (2024)

Som Blaze Bayley and Thomas Zwijsen:
- Russian Holiday Acoustic Tour (2012-2013)
- December Wind Acoustic Tour (2018-2019)

Som Blaze Bayley and Paul Di'Anno:
- The Double Trouble Tour (2012-2013)

Som Blaze Bayley, Geoff Tate and Tim 'Ripper' Owens:
- The Trinity Tour (2016)